# Siemiencew Dor
Siemiencew Dor (ros. Семенцев Дор) – wieś w Rosji, w rejonie kiczmiengsko-gorodieckim obwodu wołogodzkiego. W 2010 r. liczyła 10 mieszkańców.